# 桜井仁
桜井 仁（さくらい ひとし、1967年〈昭和42年〉11月17日 - ）は、北海道余市町出身の元スキージャンプ選手。

## プロフィール
余市町立余市西中学校→北海道余市高等学校→北海道拓殖銀行（1986年入部）→東洋実業グループ
1994年リレハンメルオリンピックスキージャンプ日本代表（出場は無し）。1999年に現役引退した。
北海道拓殖銀行スキー部廃部後は全日本のコーチも務め、その後余市町教育委員会の職員となり、余市ジャンプ少年団のコーチも務める。

## 主な成績
スキージャンプ・ワールドカップ1992年12月20日札幌・大倉山での15位が最高位である。
- 1983年（昭和58年）
  - 1月22日 - 第15回北海道中学校スキー大会：優勝
  - 2月8日 - 第34回全国高等学校スキー大会：優勝
  - 2月18日 - 第54回宮様スキー大会国際競技会（70m級）ジュニアの部：優勝
- 1985年（昭和60年）
  - 3月22日 - 第4回ジュニアオリンピックスキー競技大会C組：優勝
  - 12月15日 - 第1回吉田杯ジャンプ大会少年組：優勝
- 1986年（昭和61年）
  - 2月1日 - 第13回HTB杯スキージャンプ競技大会少年組：優勝
  - 3月4日 - 第7回NHK杯蔵王ジャンプ大会少年組：優勝
  - 3月6日 - 第4回鹿角ジャンプ大会少年組：優勝
  - 3月16日 - 第21回倶知安町長杯全道ジャンプ大会少年組：優勝
  - 3月29日 - 第14回野沢温泉ジャンプ大会少年組：優勝
- 1990年（平成2年）
  - 3月4日 - 第61回宮様スキー大会国際競技会（ラージヒル）成年組：優勝
  - 3月16日 - 第14回伊藤杯 宮の森ナイタージャンプ大会：優勝
- 1994年（平成6年）
  - 3月3日 - 第72回全日本スキー選手権大会（ノーマルヒル）：優勝
  - 3月4日 - 第65回宮様スキー大会国際競技会（ノーマルヒル）成年組：優勝
  - 3月6日 - 第65回宮様スキー大会国際競技会（ラージヒル）成年組：優勝
- 1995年（平成7年）2月5日 - 第7回UHB杯ジャンプ大会：優勝